# Avesta
 For alternative betydninger, se Avesta (flertydig). (Se også artikler, som begynder med Avesta)
Avesta var de gamle perseres og mederes hellige samling af skrifter indenfor troen Zarathustrianisme.
Det antages, at de vigtigste dele af teksterne er profeten Zarathustras hellige åbenbaringer, der er skrevet ned omkring år 1000 f.Kr. De ældste dele menes at være lidt ældre, mens de yngre dele menes at være skrevet 559-330 f.Kr.
- Wikimedia Commons har flere filer relateret til Avesta

| Religion | Spire Denne religionsartikel er en spire som bør udbygges. Du er velkommen til at hjælpe Wikipedia ved at udvide den. |